# Peter Collinson (Botaniker)

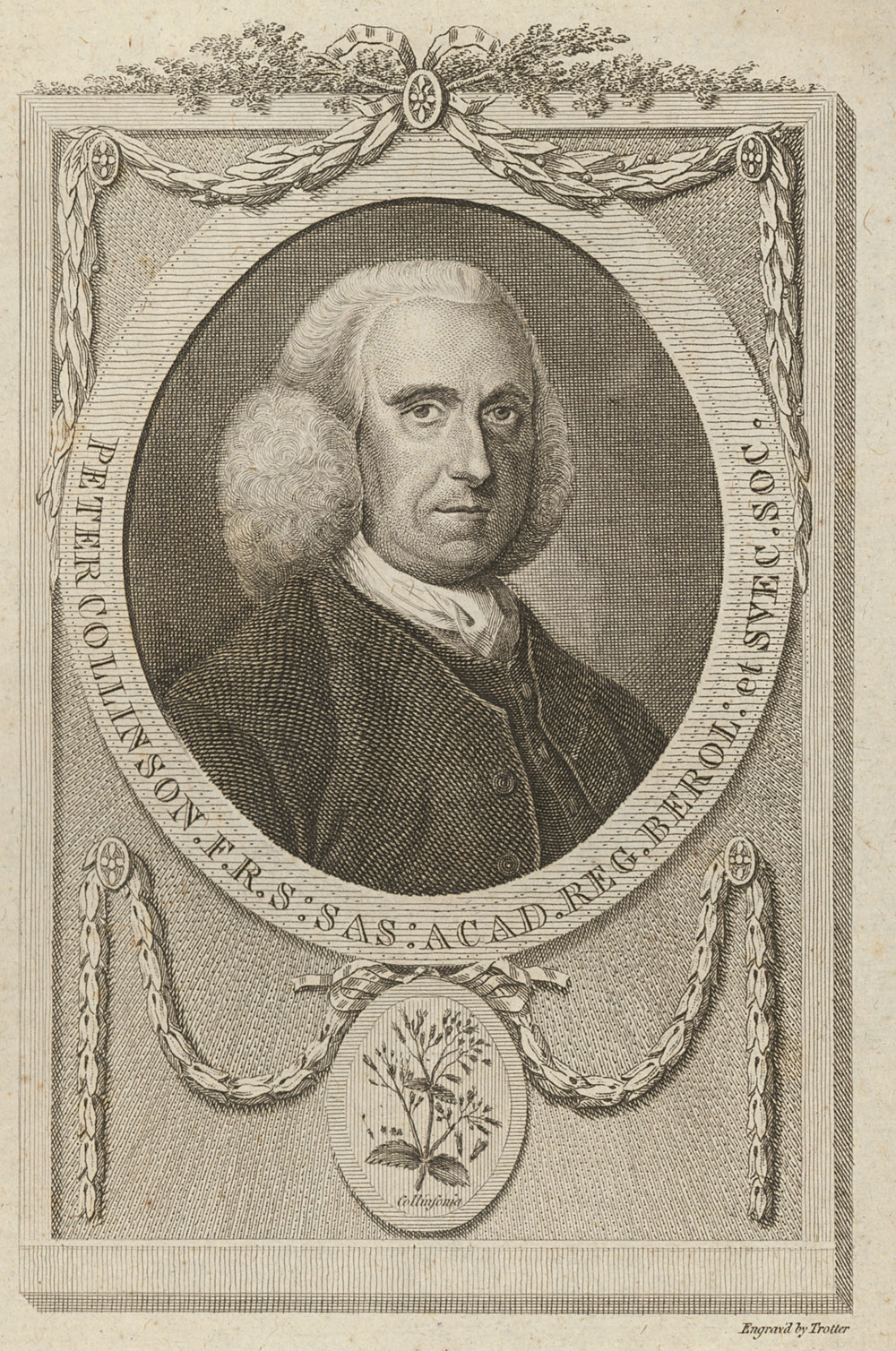
Porträt von Peter Collinson

Peter Collinson (* Januar 1694 in London; † 11. August 1768 in Brentwood) war ein englischer Botaniker. Sein offizielles botanisches Autorenkürzel lautet „Collinson“.

## Leben und Wirken
Peter Collinson ist der Sohn des Stoffhändlers Peter Collinson und dessen Frau Elizabeth Hall. Er besuchte die Quaker-Schule in Wandsworth. Zusammen mit seinem Bruder James übernahm er das Familiengeschäft und baute es durch einen intensiven Handel mit den amerikanischen Kolonien aus.
Hans Sloane bestärkte ihn in seinem Interesse an Insekten. Seine Gärten in Peckham und Mill Hill waren für ihre exotischen Pflanzen bekannt, die er häufig als erster kultivierte. Das gilt besonders für die durch John Bartram aus dem östlichen Amerika zugesandten. Er korrespondierte mit Benjamin Franklin, Carl von Linné und zahlreichen anderen Wissenschaftlern in Amerika und Europa.
Er starb an Strangurie.

## Ehrungen
Am 5. Dezember 1728 wurde Collinson zum Mitglied der Royal Society gewählt. Er war Mitglied der Society of Antiquaries of London und der Akademien in Berlin und Uppsala.
Ihm zu Ehren benannte sein Korrespondenzpartner Carl von Linné die Gattung Collinsonia aus der Pflanzenfamilie der Lippenblütler (Lamiaceae).

## Nachweise
- Eintrag zu Collinson; Peter (1694 - 1768) im Archiv der Royal Society, London